# Altea (Alicante)
Altea es un municipio y localidad española de la provincia de Alicante, en la Comunidad Valenciana. Situado en la comarca de la Marina Baja, cuenta con una población de 23 963 habitantes (INE 2024).

## Historia
El nombre de Altea podría provenir del griego Althaia, que significa “yo curo”, o bien de la palabra árabe andalusí aṭṭalaye’ (atalaya) que da lugar en valenciano a la palabra talaia. Se han encontrado vestigios en el término de íberos, romanos y musulmanes.

Durante la última fase del dominio musulmán, Altea perteneció a la taifa de Denia. Fue conquistada en 1244 por Jaime I de Aragón obteniendo carta puebla en 1279, otorgada por el rey Pedro III de Aragón.

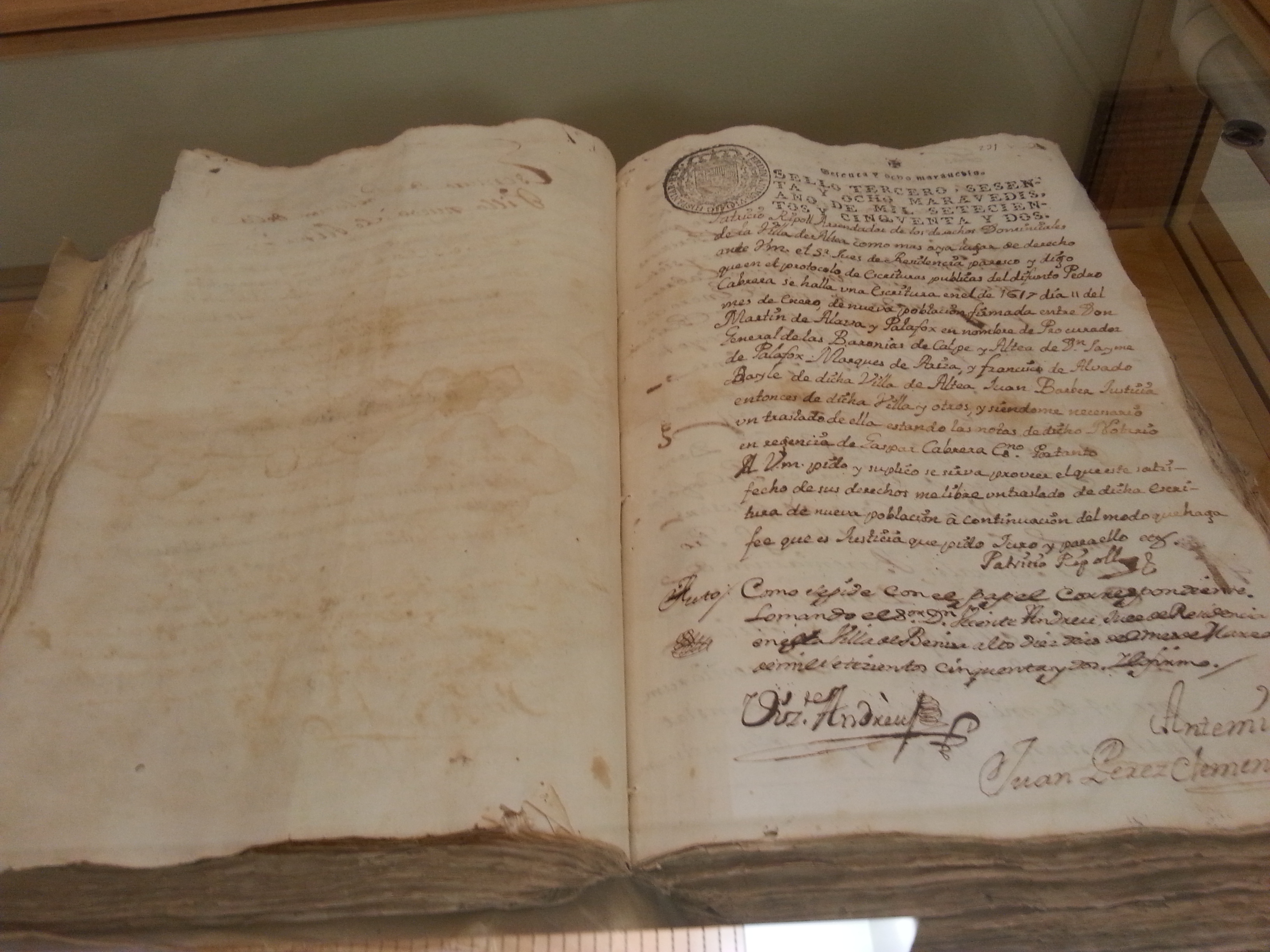
Carta Puebla de Altea (11 de enero de 1617). Archivo del Reino de Valencia.

Se desarrolló un proyecto medieval de repoblación sin mucho éxito denominado Bellaguarda, tras varios despoblamientos a lo largo del siglo XIV y el siglo XV el nuevo pueblo de Altea, ya en su asentamiento actual, obtendría una nueva carta puebla en 1617.
En 1705 desembarcó en la bahía de Altea la escuadra angloholandesa que apoyaba al archiduque Carlos de Austria, encabezada por el general valenciano Juan Bautista Basset, en el marco de la guerra de Sucesión, lo que favoreció la toma posterior por los austracistas de Denia y de Valencia. Este hecho hizo que el archiduque otorgara el coronamiento del águila bicéfala del escudo de la villa, en señal de gratitud.
El siglo XVIII marcó un auge agrícola, pesquero, comercial y demográfico, acabándose el siglo con 5000 habitantes. Durante el siglo XIX la vida oficial y comercial se trasladó hacia el núcleo urbano próximo al mar.
La villa de Altea forma parte desde 1991 del Douzelage, plan europeo de hermanamiento entre diversas ciudades de países integrantes de la Unión Europea.

## Geografía

### Localización

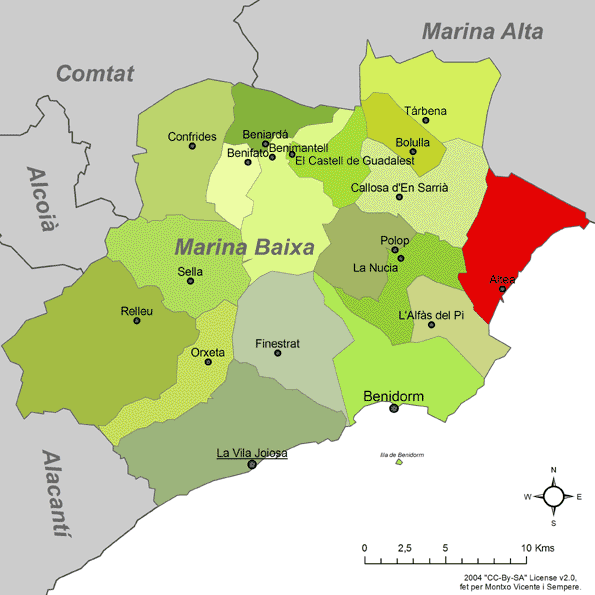
Localización de Altea dentro de la comarca de la Marina Baja.

La villa de Altea se encuentra en la costa mediterránea de la península ibérica, al norte de la comarca de la Marina Baja. Se ubica en la costa mediterránea de la bahía de Altea, al sur de Calpe y al norte de Alfaz del Pi. Por la parte norte del municipio, así como por su bahía pasa el meridiano de Greenwich.
Su término municipal limita, de sur a noreste y en sentido horario, con los municipios de: Alfaz del Pi y La Nucía, Callosa de Ensarriá, Jalón, Benisa y Calpe. Siendo los tres últimos, municipios pertenecientes a la comarca de la Marina Alta.
Altea mantiene contacto más estrecho con Alfaz del Pi, La Nucía y Callosa de Ensarriá, ya que en su parte norte está la sierra de Bernia que sirve de barrera natural, así como de frontera entre las comarcas de la Marina Baja y Alta.
Ostenta el título oficial de capital cultural de la Comunidad Valenciana. En Altea se encuentra la facultad de Bellas Artes de la Universidad Miguel Hernández. La marca automovilística SEAT tomó su nombre para uno de sus modelos, un monovolumen compacto de carácter deportivo.
Poblaciones limítrofes: Callosa de Ensarriá, Jalón y Benisa, Calpe, La Nucía y Callosa de Ensarriá, Alfaz del Pi y La Nucía.

### Clima

Vista de la costa de Altea con Benidorm a lo lejos.

El clima de Altea es un clima semiárido cálido y templado (clasificación climática de Köppen: BSh), influido por el mediterráneo debido a que la brisa marina atempera la sensación de calor. El clima es árido, recibiendo 494 mm de lluvia media al año. Hay una diferencia de 73 mm de precipitación entre los meses más secos y los más húmedos.
Altea disfruta de más de 3000 horas de sol al año y la temperatura media anual es de 18.3 °C, siendo la variación en la temperatura anual alrededor de 15.3 °C. A finales del mes de julio y buena parte del mes de agosto se produce el efecto llamado como "noche tropical" (mínimas superiores a 22 °C).
En Altea la humedad percibida varía extremadamente. El período más húmedo del año dura 4,2 meses, del 5 de junio al 12 de octubre, y durante ese tiempo el nivel de comodidad es bochornoso, opresivo o insoportable por lo menos durante el 22 % del tiempo. El mes con más días bochornosos en Altea es agosto, con 25,9 días bochornosos o peor. El día menos húmedo del año es el 19 de febrero cuando básicamente no hay condiciones húmedas.
| Parámetros climáticos promedio de Altea (2000-2015)   | Parámetros climáticos promedio de Altea (2000-2015) | Parámetros climáticos promedio de Altea (2000-2015) | Parámetros climáticos promedio de Altea (2000-2015) | Parámetros climáticos promedio de Altea (2000-2015) | Parámetros climáticos promedio de Altea (2000-2015) | Parámetros climáticos promedio de Altea (2000-2015) | Parámetros climáticos promedio de Altea (2000-2015) | Parámetros climáticos promedio de Altea (2000-2015) | Parámetros climáticos promedio de Altea (2000-2015) | Parámetros climáticos promedio de Altea (2000-2015) | Parámetros climáticos promedio de Altea (2000-2015) | Parámetros climáticos promedio de Altea (2000-2015) | Parámetros climáticos promedio de Altea (2000-2015) |
| Mes                                                   | Ene.                                                | Feb.                                                | Mar.                                                | Abr.                                                | May.                                                | Jun.                                                | Jul.                                                | Ago.                                                | Sep.                                                | Oct.                                                | Nov.                                                | Dic.                                                | Anual                                               |
| ----------------------------------------------------- | --------------------------------------------------- | --------------------------------------------------- | --------------------------------------------------- | --------------------------------------------------- | --------------------------------------------------- | --------------------------------------------------- | --------------------------------------------------- | --------------------------------------------------- | --------------------------------------------------- | --------------------------------------------------- | --------------------------------------------------- | --------------------------------------------------- | --------------------------------------------------- |
| Temp. máx. media (°C)                                 | 16.2                                                | 16.6                                                | 19.4                                                | 21.5                                                | 24.5                                                | 28                                                  | 30.8                                                | 31.5                                                | 28.9                                                | 24.9                                                | 20.7                                                | 17.7                                                | 23.4                                                |
| Temp. media (°C)                                      | 11.3                                                | 11.7                                                | 14.1                                                | 16.3                                                | 19.1                                                | 22.7                                                | 25.4                                                | 26.6                                                | 23.6                                                | 19.9                                                | 15.9                                                | 12.9                                                | 18.3                                                |
| Temp. mín. media (°C)                                 | 6.5                                                 | 6.8                                                 | 8.8                                                 | 11.1                                                | 13.8                                                | 17.5                                                | 20.1                                                | 21.7                                                | 18.4                                                | 15                                                  | 11.1                                                | 8.1                                                 | 13.2                                                |
| Precipitación total (mm)                              | 31                                                  | 43                                                  | 39                                                  | 30                                                  | 31                                                  | 21                                                  | 5                                                   | 15                                                  | 58                                                  | 79                                                  | 70                                                  | 72                                                  | 494                                                 |
| Días de precipitaciones (≥ 1 mm)                      | 4                                                   | 5                                                   | 4                                                   | 3                                                   | 3                                                   | 3                                                   | 1                                                   | 2                                                   | 4                                                   | 7                                                   | 5                                                   | 6                                                   | 47                                                  |
| Días de nevadas (≥ 1 mm)                              | 0                                                   | 0                                                   | 0                                                   | 0                                                   | 0                                                   | 0                                                   | 0                                                   | 0                                                   | 0                                                   | 0                                                   | 0                                                   | 0                                                   | 0                                                   |
| Fuente n.º 1: Weather Underground (wunderground.com)  |                                                     |                                                     |                                                     |                                                     |                                                     |                                                     |                                                     |                                                     |                                                     |                                                     |                                                     |                                                     |                                                     |
| Fuente n.º 2: Climate-Data.org and WorldWeatherOnline |                                                     |                                                     |                                                     |                                                     |                                                     |                                                     |                                                     |                                                     |                                                     |                                                     |                                                     |                                                     |                                                     |

## Demografía
Altea cuenta con una población de 23 963 habitantes (INE 2024).
| Gráfica de evolución demográfica de Altea entre 1842 y 2021                                                         |
| |
| Población de derecho según los censos de población del INE Población de hecho según los censos de población del INE |

| Nacionalidad | Hombres | Mujeres | Total  | %      | Proporción |
| ------------ | ------- | ------- | ------ | ------ | ---------- |
| Española     | 7299    | 7771    | 15 070 | 65.4 % |            |
| Extranjera   | 4006    | 3934    | 7940   | 34.5 % |            |

Altea se caracterizó por ser un pueblo dedicado a la agricultura y a la pesca, con una población estable en torno a los 5000 habitantes. Este hecho cambió radicalmente en la década de los 60 del siglo XX, con el boom del turismo mediterráneo. A partir de aquí, el turismo comenzó a ser el principal motor económico del pueblo y su población creció exponencialmente, llegando a triplicarse para finales de siglo. En la primera década del siglo XXI, este crecimiento se vio acelerado por otro boom, el del urbanismo. El pueblo se expandió, tanto en su núcleo urbano como en las numerosas urbanizaciones que lo rodean. El pinchazo de la burbuja tras la crisis del 2008 conllevó a un estancamiento del crecimiento, que alcanzó su punto máximo en 2013 con 24 333 habitantes.
Entre esta población, hay que destacar una importante masa de población extranjera, procedente en su mayoría de Rumanía, Reino Unido y Rusia.

## Economía

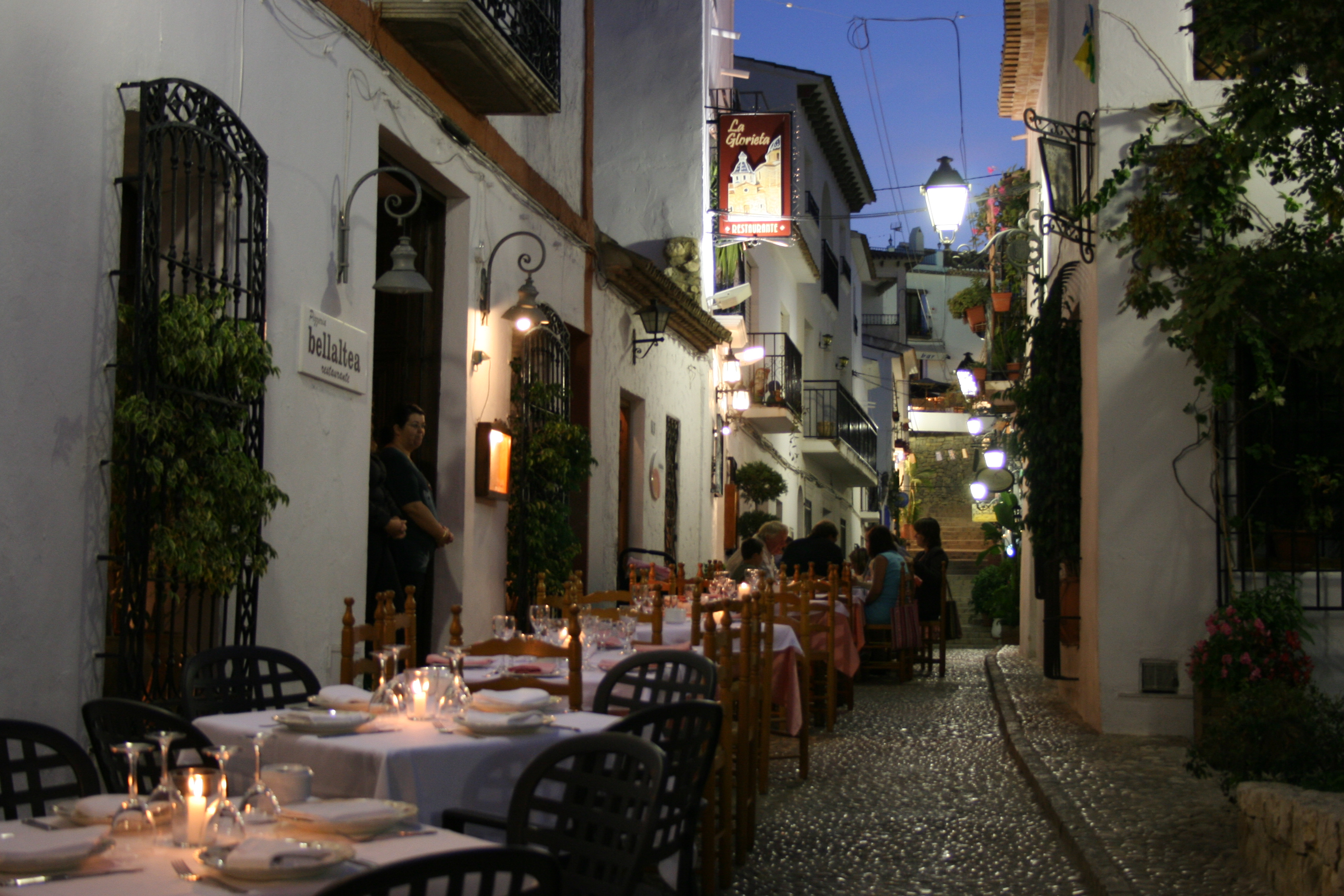
Calle típica del casco antiguo

El principal sector económico del municipio es el turismo; gracias a él su población se ha visto multiplicada desde los años 1960. Seguido por la construcción y, por último, la agricultura (níspero y naranja) y la pesca.

## Administración y política
| Periodo   | Nombre                                                            | Partido   |
| --------- | ----------------------------------------------------------------- | --------- |
| 1979-1983 | Juan Alvado Pérez                                                 | UCD       |
| 1983-1987 | Juan Alvado Pérez                                                 | GIA ind.  |
| 1987-1991 | Juan Alvado Pérez                                                 | CDS       |
| 1991-1995 | Miguel Ortiz Zaragoza (1991-1992) Juan Bautista Borja (1992-1995) | PP CDS    |
| 1995-1999 | Miguel Ortiz Zaragoza                                             | PP        |
| 1999-2003 | Miguel Ortiz Zaragoza                                             | PP        |
| 2003-2007 | Miguel Ortiz Zaragoza                                             | PP        |
| 2007-2011 | Andrés Ripoll Llorens                                             | PSPV-PSOE |
| 2011-2015 | Miguel Ortiz Zaragoza                                             | PP        |
| 2015-2019 | Jaume Llinares Cortés                                             | Compromís |
| 2019-2023 | Jaume Llinares Cortés                                             | Compromís |
| 2023-act. | Diego Zaragozí Llorens                                            | Compromís |

Composición del Ayuntamiento
- 1979-1983: UCD 9 GIA 4 PSOE 3 EU 1
- 1983-1987: GIA 9 PSOE 6 PP 2
- 1987-1991: CDS 8 PSOE 6 PP 2 BLOC 1
- 1991-1995: PP 7 PSOE 6 CDS 2 BLOC 2
- 1995-1999: PP 9 PSOE 6 BLOC 1 EU 1
- 1999-2003: PP 10 PSOE 5 BLOC 2
- 2003-2007: PP 10 PSOE 4 BLOC 3
- 2007-2011: PP 9 PSOE 8 BLOC 3 CIPAL 1
- 2011-2015: PP 10 PSOE 5 Compromís 3 CIPAL 3
- 2015-2019: PP 7 Compromís 6 PSOE 4 CIPAL 2 AAT 2
- 2019-2023: Compromís 8 PP 7 PSOE 4 Cs 1 AAT 1
- 2023-2027: Compromís 9 PP 8 PSOE 3 Vox 1

## Monumentos y lugares de interés
Las calles de la ciudad descienden suavemente hacia el mar. En ellas se destacan pequeñas casas encaladas. Esta característica del paisaje urbano ha hecho de Altea tanto un lugar de descanso vacacional, como de retiro para jubilados.
La ciudad posee dos puertos, uno pesquero y otro, deportivo, este último más conocido como Club Náutico de Altea. En las proximidades se encuentra el paseo marítimo, ampliado en la segunda década del siglo XX que se prolonga desde el puerto hasta el antiguo pueblo de pescadores, con multitud de tiendas, cafeterías, restaurantes con terrazas veraniegas y un concurrido mercadillo callejero, donde pueden adquirirse productos de artesanía. Se conservan restos de un castillo y la iglesia de Nuestra Señora del Consuelo.

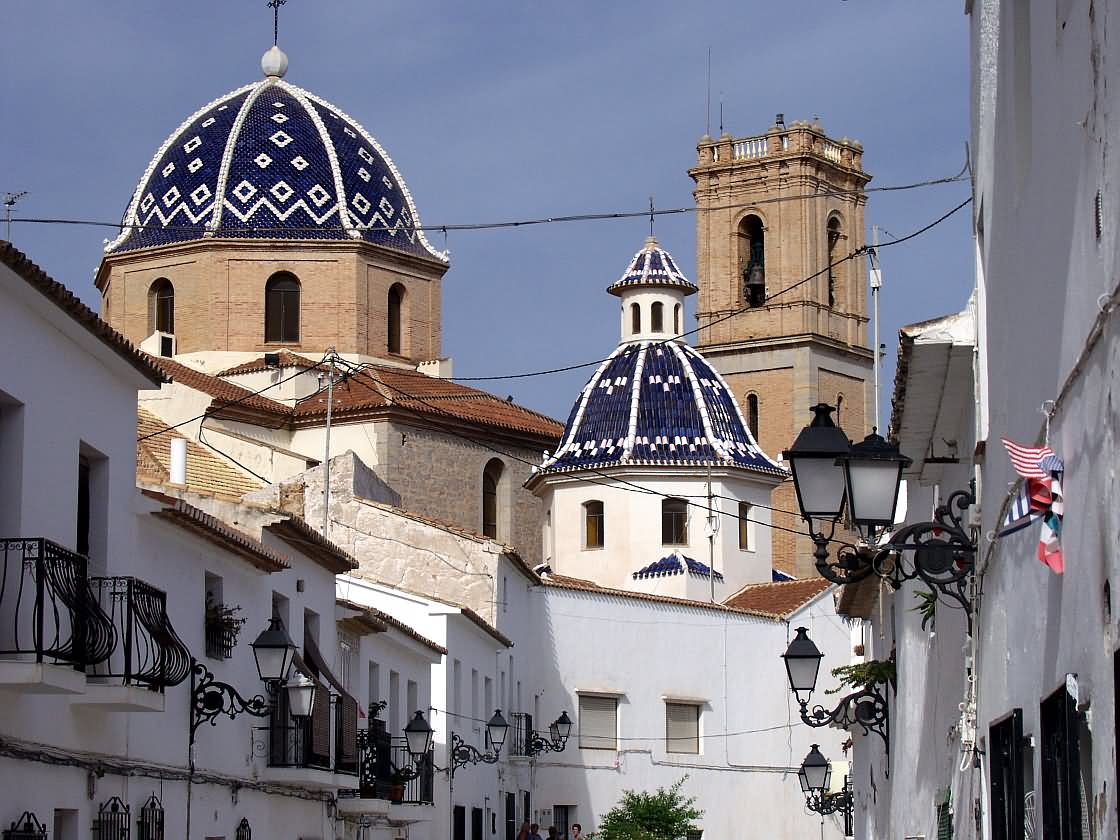
Calle del casco antiguo, con la iglesia de Nuestra Señora del Consuelo al fondo.

Ha sido calificada como una de las localidades más bonitas de la Costa Blanca.

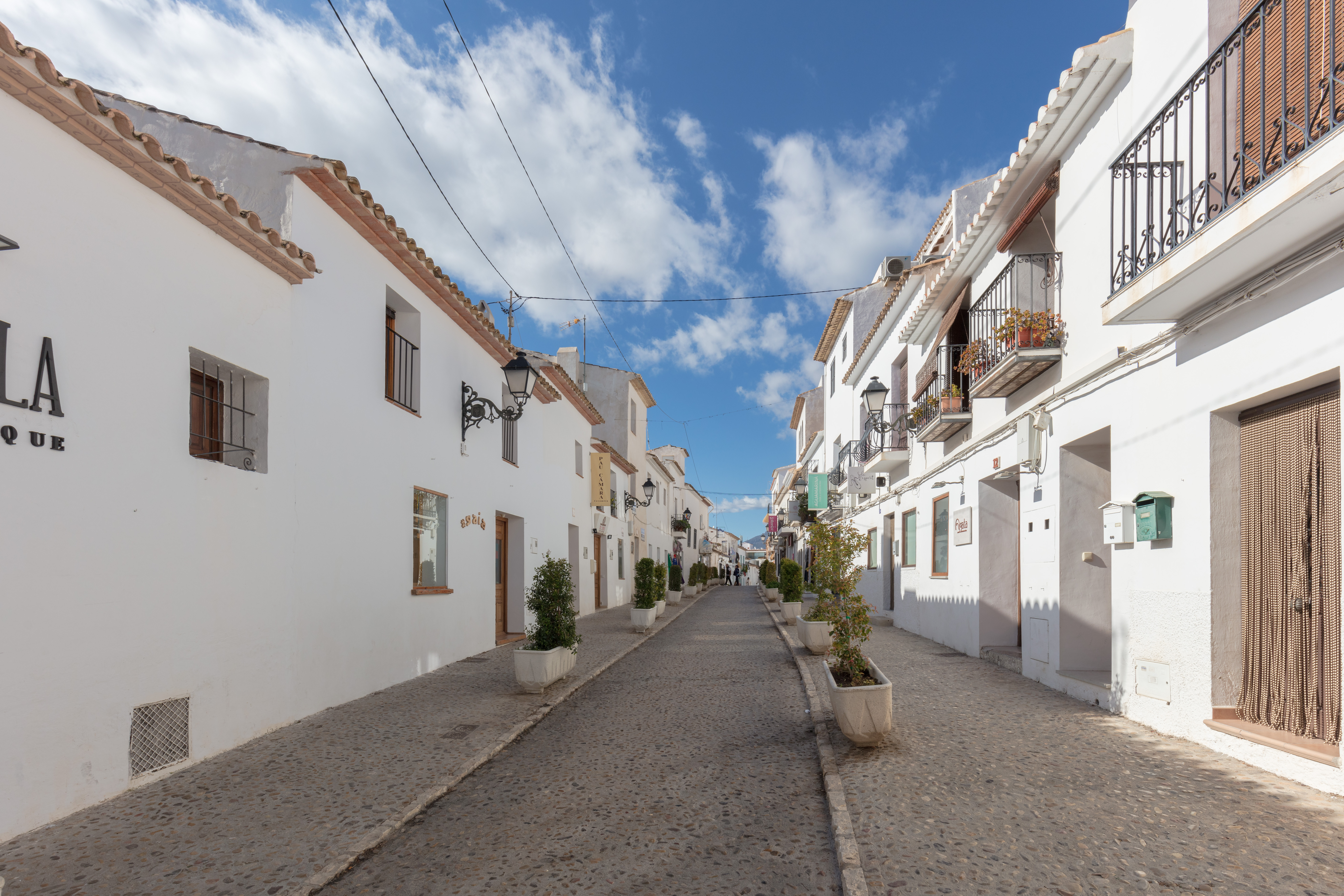
Calle San Miguel en el casco antiguo

Entre los principales lugares de interés, cabe mencionar:
- Iglesia-monasterio Carmelitas Descalzas.
- Torre de la Galera, declarada bien de interés cultural.
- Torre de Bellaguarda. Antigua torre vigía, actualmente se encuentra al lado de un parque pintoresco, en el barrio de Bellaguarda (el más antiguo de la ciudad).
- Iglesia parroquial de Nª Sra. del Consuelo. La iglesia principal de Altea, es la más conocida, gracias a sus dos cúpulas inconfundibles y verdadero emblema turístico alteano, por el cual la ciudad es conocida como "La cúpula del Mediterráneo".[10]
- El Pueblo antiguo. Junto a la iglesia del Consuelo, se encuentra el pueblo antiguo, popularmente conocido como El Fornet. Se la considera una de las zonas más bonitas de la ciudad. Posee numerosos miradores, ya que se sitúa en lo alto de una colina., calles empedradas y casas blancas adornadas con flores.
- Palau Altea. Centro cultural y de congresos alteano, donde se alojan muestras y se realizan conciertos.
- Paseo Marítimo.
- Ermitas. Altea cuenta con un gran número de ermitas rurales, las cuales se pueden visitar bajo el programa de conciertos "Ruta de les Ermites" cada año.
- Iglesia ortodoxa de Altea. Ha sido el primer templo ortodoxo edificado en España. Está dedicado al Arcángel San Miguel, y es una réplica de una iglesia ortodoxa rusa del siglo XVII, realizada con materiales traídos desde la región de los Urales.

### Museos
- Museo Navarro Ramón. Situado en la Casa de la Cultura, muestra el trabajo de Juan Navarro Ramón, pintor de la localidad nacido en 1903.
- Museo Casal del Festero. Se exhiben trajes y galas de los últimos veinticinco años de las fiestas de Moros y Cristianos, típicas de la región.

### Playas
Altea cuenta con más de 6 km de costa en que se alternan zonas de acantilado y pequeñas calas con tramos de playa en terreno llano. Entre las que destacan:
- L'Espigó. Se sitúa en la zona comprendida a lo largo de la calle Conde de Altea. Desaparecida en la década de 1970 por la construcción de un embalse, se rehabilitó a partir de una petición popular de 1999, llevada a cabo por el Ministerio de Agricultura, Alimentación y Medio Ambiente y fue inaugurada en 2016. El nombre fue elegido a través de una encuesta realizada por el Ayuntamiento a través de Internet en la que se proponían cinco topónimos relacionados con la zona del pueblo en la que se ubica la playa.

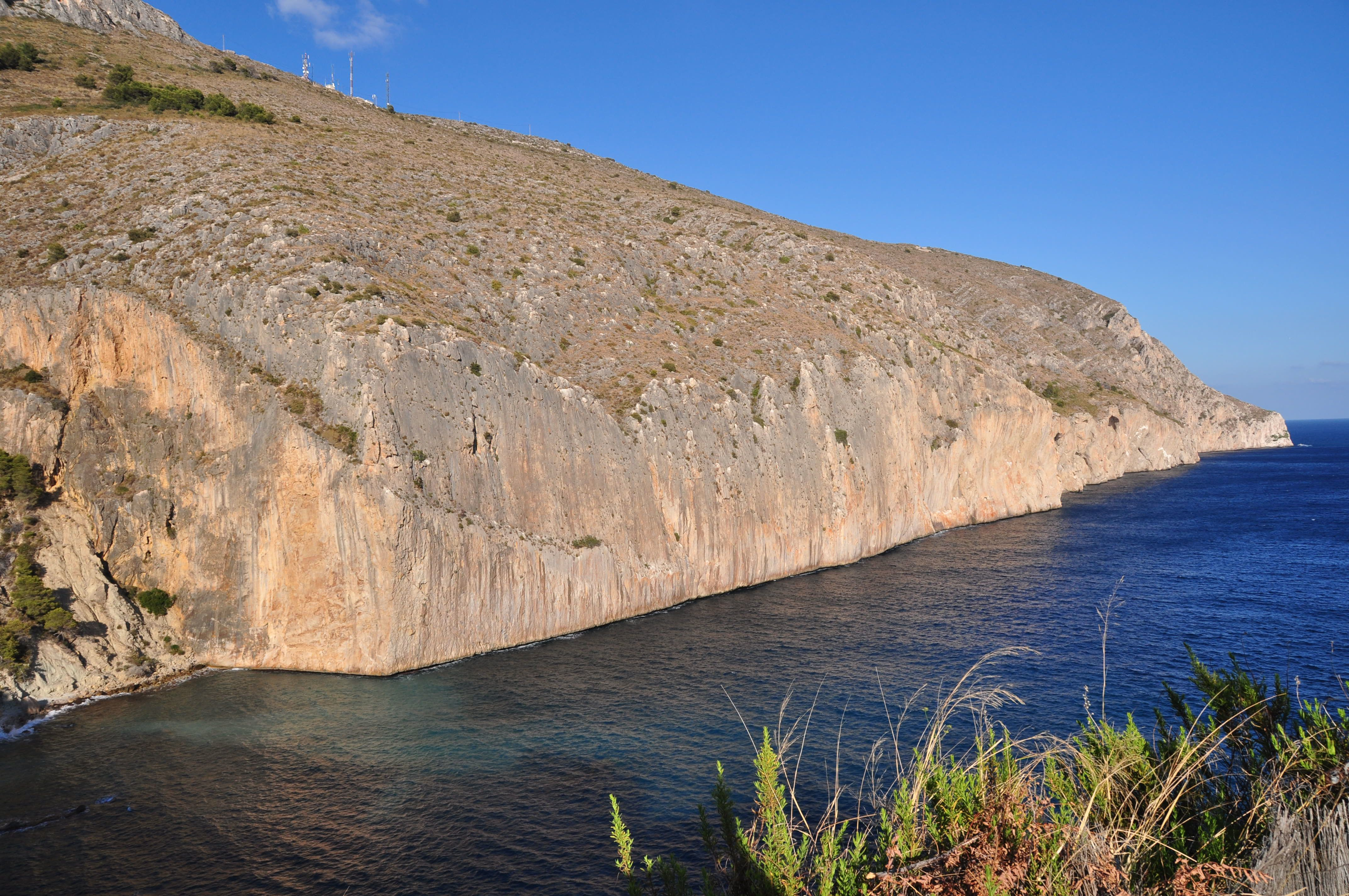
Morro de Toix, junto al puerto Campomanes.

- La Olla.[11] La Olla tiene una vieja tradición de lugar de veraneo desde principios del siglo XX. Frente a la Olla emerge del mar la "Isleta[12] ", pequeño islote situado a 500 m de la playa. El nombre procede del movimiento de las aguas durante los días fríos, en los cuales parece hervir como si estuviese en una olla.
- Cap Negret. De gravilla y aguas limpias, muy concurrida por su tranquilidad.Su nombre proviene de las oscuras rocas volcánicas que la forman.
- El Mascarat. Bajo la sierra de Bernia, se encuentra este enclave. Aquí se encuentra el Puerto Deportivo Campomanes. El Mascarat, es colindante con el término municipal de la vecina ciudad de Calpe.
- Punta del Mascarat.[13] Es un pequeño saliente de roca que deja en el lado sur la cala del Mascarat y en el lado norte otra cala de bolos y cantos rodados.
- La Roda. Es la playa más concurrida, puesto que se encuentra en el casco urbano de Altea.
- Cap Blanch. La mayor playa de Altea, va aumentando considerablemente de anchura hasta unirse con la playa del Albir, que ya pertenece al término municipal de Alfaz del Pi.

## Fiestas
En Altea, a lo largo de todo el año, cada partida o barrio alteano homenajea a su patrón.

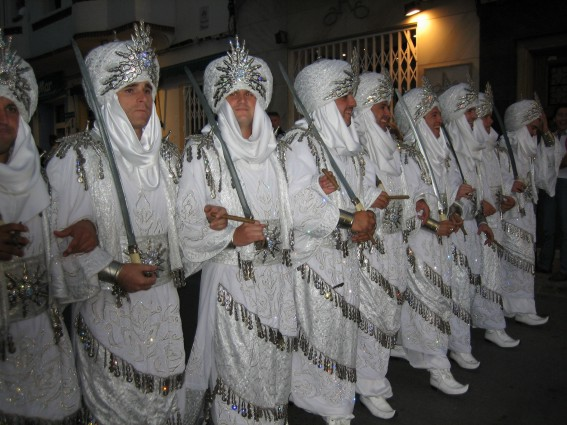
Escuadra mora desfilando en las fiestas.

En febrero, se celebran las fiestas de Mig Any «medio año» con el tradicional desfile y enfrentamiento de moros y cristianos en honor a San Blas, la ''Festa del porquet'' que se hace en la plaza de la Iglesia el tercer sábado de ese mes y las del Cristo de la Salud en Altea la Vella.
En junio se realizan las fiestas en honor a la Santísima Trinidad en el barrio de Bellaguarda, la de San Antonio en la partida Cap Blanch y la de San Juan en el barrio del Fornet (Casco Antiguo), durante estas fiestas tiene lugar la famosa «Plantà de l'Arbret», que se remonta al siglo XVII, la parte más tradicional de esta antigua celebración que se relaciona con los ritos precristianos del solsticio de verano y la fertilidad. Esta fiesta fue protegida como Bien de Relevancia Local por parte de la Generalidad Valenciana en 2018.
En julio, tienen lugar la fiesta marinera en honor a San Pedro y a la Virgen del Carmen en el barrio pesquero, a la que continúa San Jaime en Cap Blanch y la de Santa Ana en Altea la Vella.
Agosto empieza con la fiesta de San Roque, en la partida de l'horta, seguida por las fiestas de San Lorenzo, el segundo sábado de agosto, durante las cuales se reúnen más de cincuenta mil personas y culmina con un castillo de fuegos artificiales; el " Castell de l'Olla " declarado de bien turístico ya que se trata de uno de los pocos castillos de fuegos artificiales que se dispara íntegramente desde el mar y es, además, una referencia para los pirotécnicos. Las fiestas de San Isidro y de San Luis también se desarrollan en el mismo mes.
En septiembre son las fiestas de Santo Tomás y, al finalizar el verano, el cuarto fin de semana de septiembre, tienen lugar las Fiestas Patronales en honor al Cristo del Sagrario acompañado de la fiesta de los moros y cristianos. Para terminar el año, en diciembre, se celebran las fiestas de santa Bárbara en la partida de Sogay y la Inmaculada Concepción en Altea la Vieja.

## Refugio de artistas

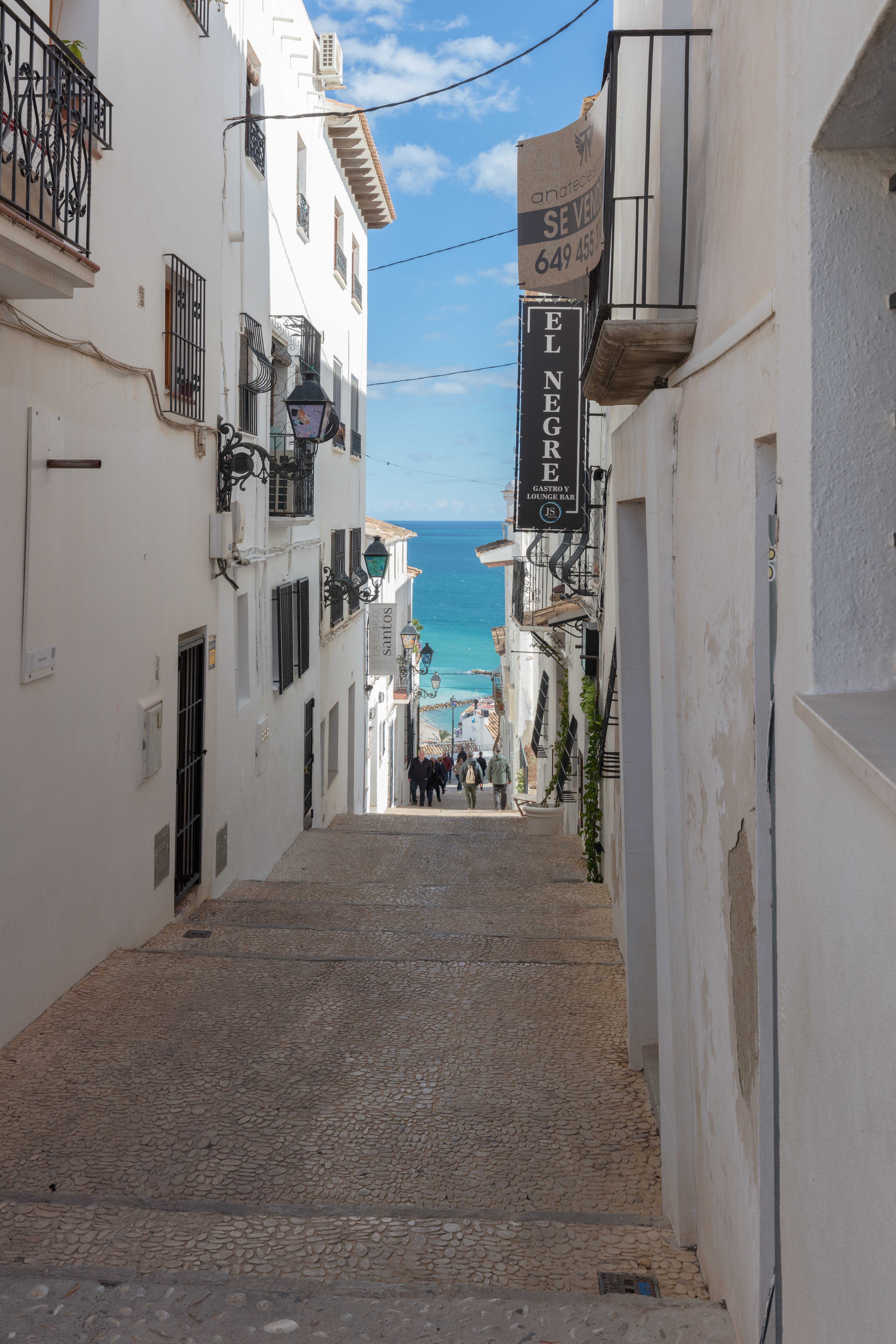
Vista de la calle Santa Bárbara del pueblo antiguo.

Durante años, Altea ha sido refugio de poetas, cantantes, pintores, escultores y ceramistas. Entre ellos, de artistas como el pintor Benjamín Palencia -quien pasó sus últimos años en la localidad-, el pintor donostiarra Rafael Ruiz Balerdi -que falleció víctima de un incendio en su casa de Altea-, Miguel Zaragoza, Oscar Carballo, Ramón de Soto, José Jardiel, Batiste San Roc, Just Cuadrado, Antonio Lago, Luis Frutos, Wulf "El Lobo" Braun, Patricia Heron, Javier Cebrián, Gaspar d´ Altea, Ignacio de Cárdenas, Ives Hernández, Alberto Romero, Eberhard Schlotter, Rafael Alberti, Vicente Blasco Ibáñez, los ceramistas Eugeni Mira y Pau Cámara, el escultor Juan Asensio, Gloria van Aerssen (cantante de Vainica Doble), Laura del Sol, Marisol, Antonio Gades, Sergio Dalma o Josh Rouse, entre otros.-

## Leyendas

### La Cova del Frare
Una de las leyendas que forman parte del imaginario popular de la Comunidad Valenciana, es la leyenda de la Cova del Frare. Según la leyenda, dos hermanos se disputaban el amor de una misma muchacha, y sus cuerpos ahogados aparecieron en las aguas y orilla de la Cova. Uno de ellos era conocido por «el Flare», por haber llevado hábitos en promesa materna, y por él, la toponimia de la cueva. 
Esta leyenda está recogida en diversas obras tales como el Diccionario de Altea y sus cosas, de Ramón Llorens Barber, o en los artículos publicados por el folklorista valenciano Francisco Martínez Martínez, como el titulado "Llegendes, Tradicions y Costums del Regne de Valencia", del año 1926.

### El Mascarat

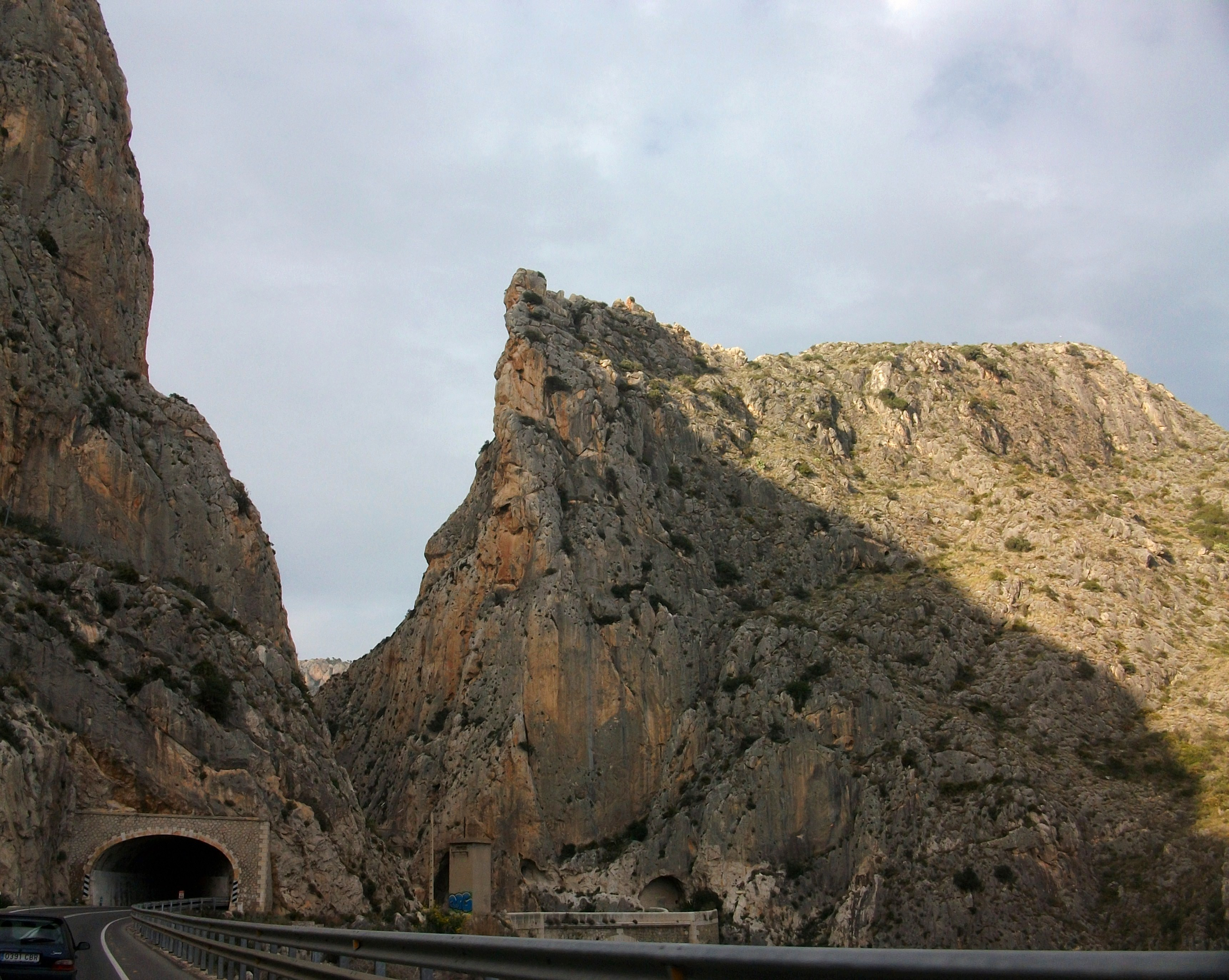
Vista del túnel del Mascarat

Otra de las leyendas tiene que ver con el monte del Mascarat, entre Altea y Calpe. Según la tradición local, se trataba de un bandolero cuya máscara dio nombre al lugar, aunque, según algunos historiadores, el término no viene sino de maka-as, palabra íbera que significa «piedra cortada». Según la leyenda, tan pronto vino como pareció irse el malhechor, encontrándose, al poco de su «marcha» y en la montaña en la que solía ejercer su oficio de delincuente, el cadáver de un hombre irreconocible por la lepra. Unos se aventuraron a decir que se trataba de «El Mascarat», a quien anteriormente ya habían querido identificar con un joven desaparecido del pueblo cercano, pero la versión más osada de la leyenda dice que no era otro que el propio Judas Iscariote. Sin dar crédito a la versión bíblica sobre la muerte del traidor, la leyenda da por vivo a Judas y lo conduce hasta el mismo Mascarat, aún carente de tal nombre, y en esta huida, buscando reposo en su intento de atravesar el barranco, se sentó en una piedra permaneciendo en la montaña hasta que, siglos después, se le encontró muerto con todos los indicios de haber sido el ladrón enmascarado.

### El Peral de la Tía Miseria
Cuya leyenda cuenta que, hace mucho, mucho tiempo, vivía en Altea, una mujer anciana, andrajosa, y sucia, a la que se le conocía como Tía Miseria. Esta pobre mujer, subsistía únicamente con la limosna que los habitantes del pueblo le daban, y con los frutos de un Peral, el único Árbol que moraba junto a su cueva. Una noche, en la que una gran tormenta se había instalado en Altea, la anciana recibió una visita muy especial. Un vagabundo andrajoso que le pidió a la anciana refugio y un plato de cocina. La tía miseria, quien estaba preparando un caldo con algo que había conseguido en el pueblo, accedió encantada. Tras una charla amena, quedaron dormidos. Al día siguiente, el vagabundo le confesó que era en realidad San Antonio, y que le concedería lo que quisiera por su buena obra. La mujer sorprendida, le dijo que no quería nada más de lo que tenía, aunque tras la insistencia de San Antonio, accedió a realizar su petición. Pidió que todo aquel que quisiera robar sus peras, quedase pegado al árbol, hasta que ella le dejase bajar, como escarmiento, y disuasión ante los ladrones.
Así fue como cada vez que subía un niño al árbol a robar las peras, se quedaba pegado. Tía Miseria les dejaba pegados unos días como escarmiento. Pasaron los años y Tía Miseria no pasó nunca más hambre. Hasta que un buen día llegó La Muerte a por ella. La vieja, muy astuta, pidió que se subiera al árbol para recoger unas cuantas peras que poder llevar con ella. La muerte, lo tomó como un último deseo, y al subirse al Árbol, quedó pegada. Tía Miseria no dejó que bajara, y así pasaron años y años sin que ella ni nadie en el pueblo muriera. Ni epidemias ni guerras lograban acabar con la población, algo que a los más ancianos de Altea, comenzó a molestar. Cansados de una vida larga decidieron armarse e ir a derribar el peral. No obstante, estos quedaron también pegados a modo de fruto.
Con un montón de peras humanas el árbol balanceaba de un lado a otro, pero no caía. Todos imploraban a la anciana que los dejara bajar. La mujer muy astuta nuevamente, dijo que solo bajaría a los allí presentes, si la muerte no venía a buscarla, hasta que ella la llamase por tres veces. La muerte accedió, y fue así como la miseria siguió anidando en este mundo, escondida en una cueva junto a su peral eterno.

## Galería de imágenes

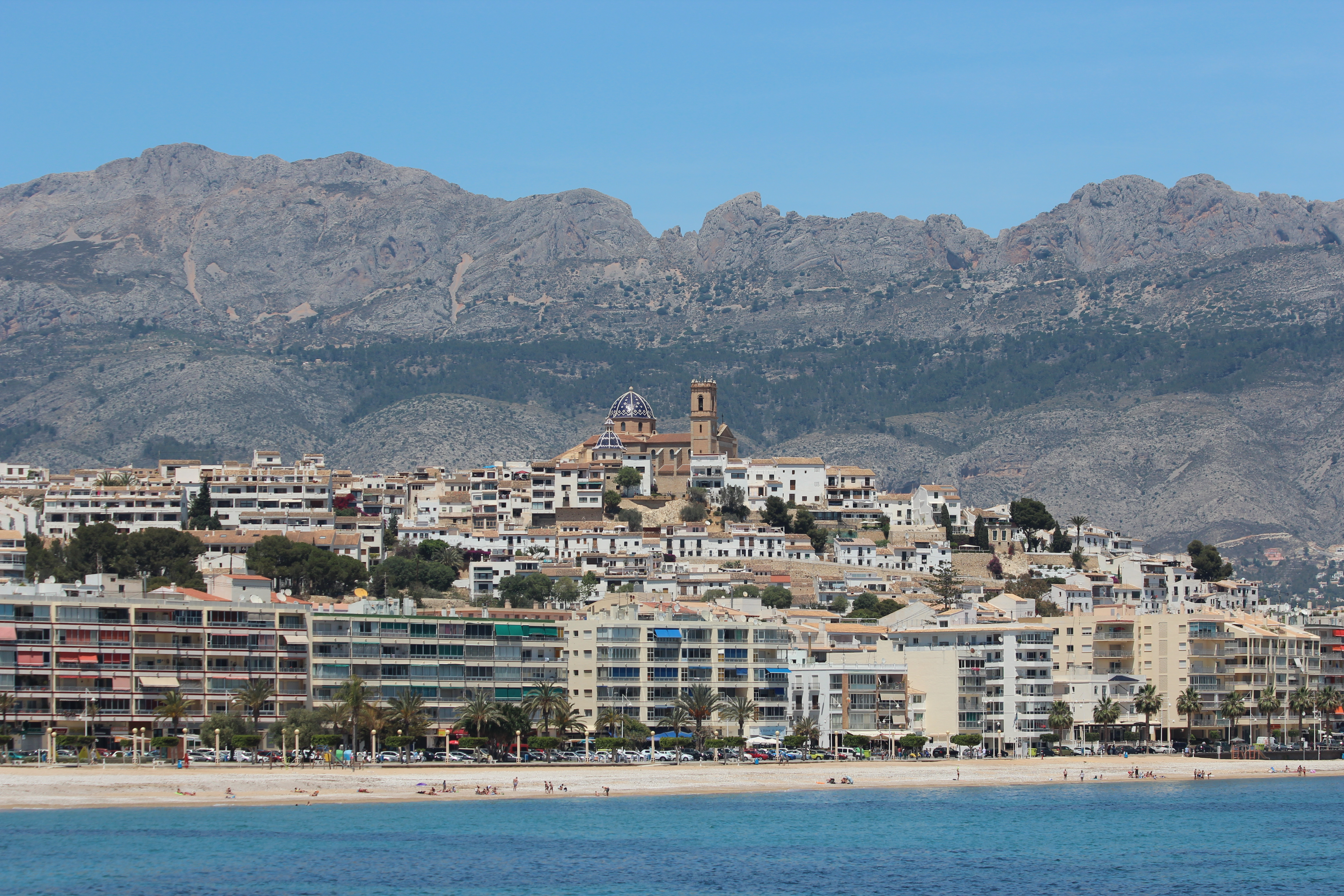
Vista desde el puerto de Altea.
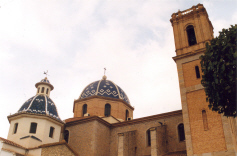
Iglesia de Nuestra Señora del Consuelo.
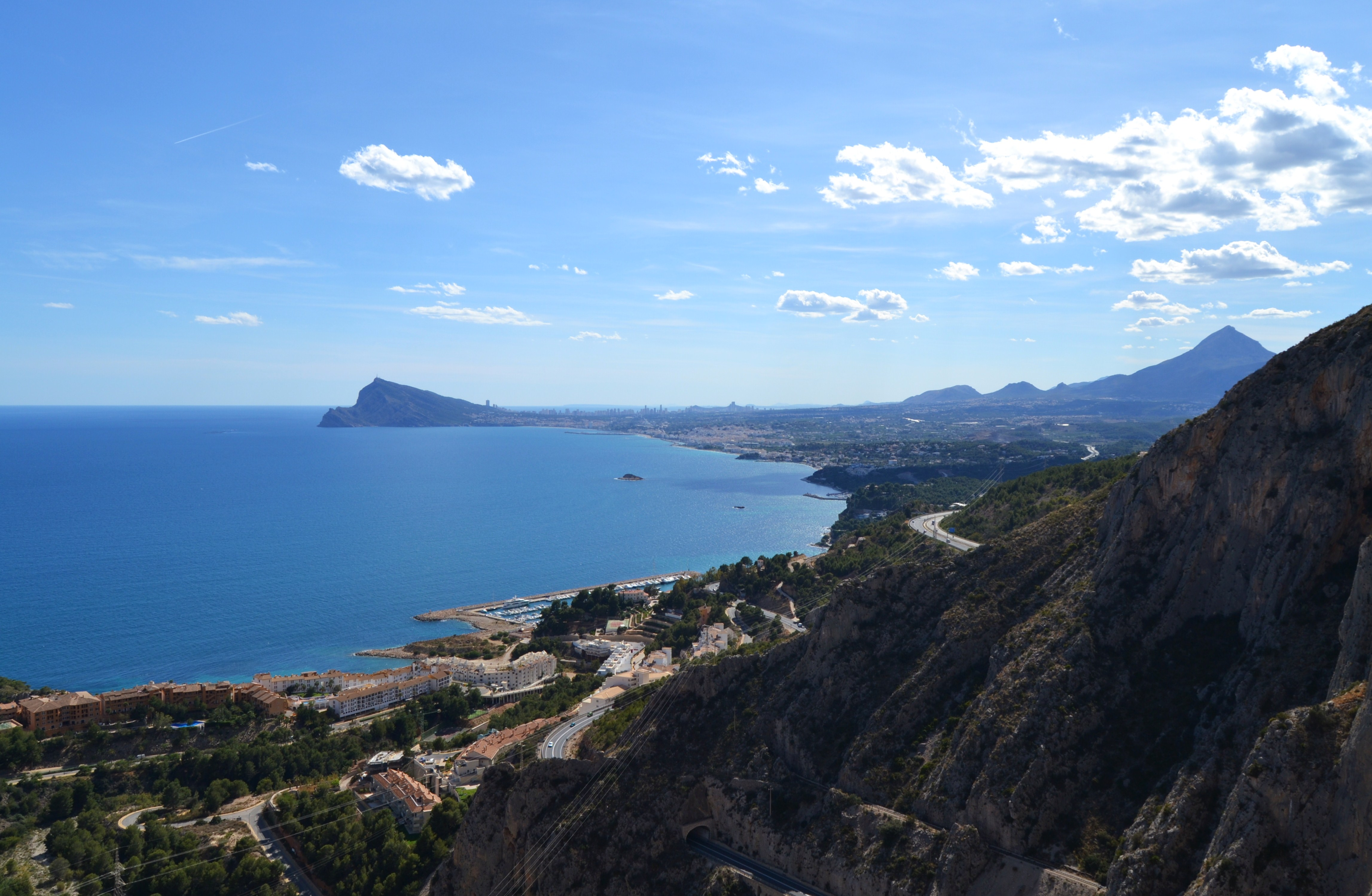
Vista de la bahía de Altea desde el Mascarat.
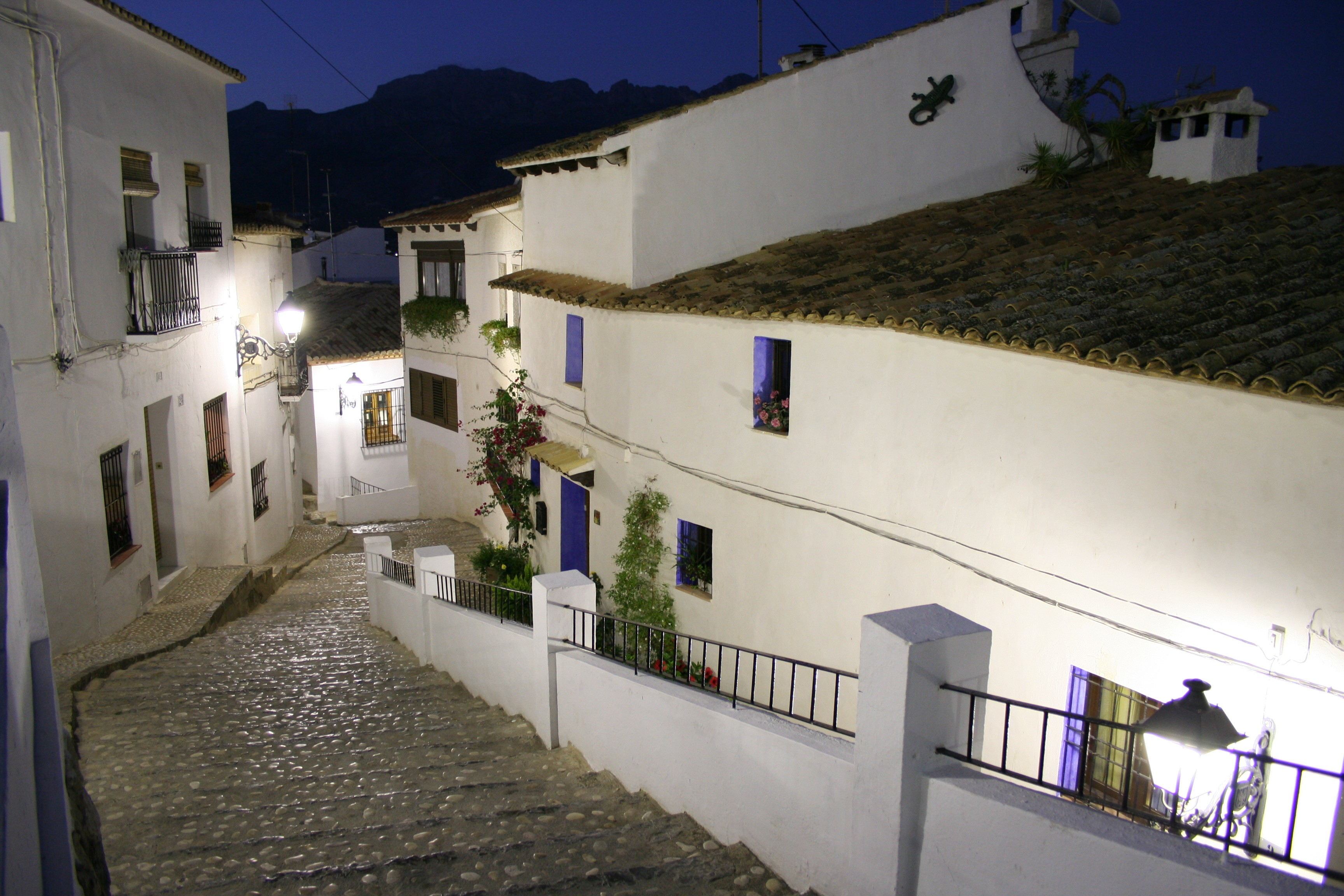
Vista nocturna con escalera empedrada típica en Altea.
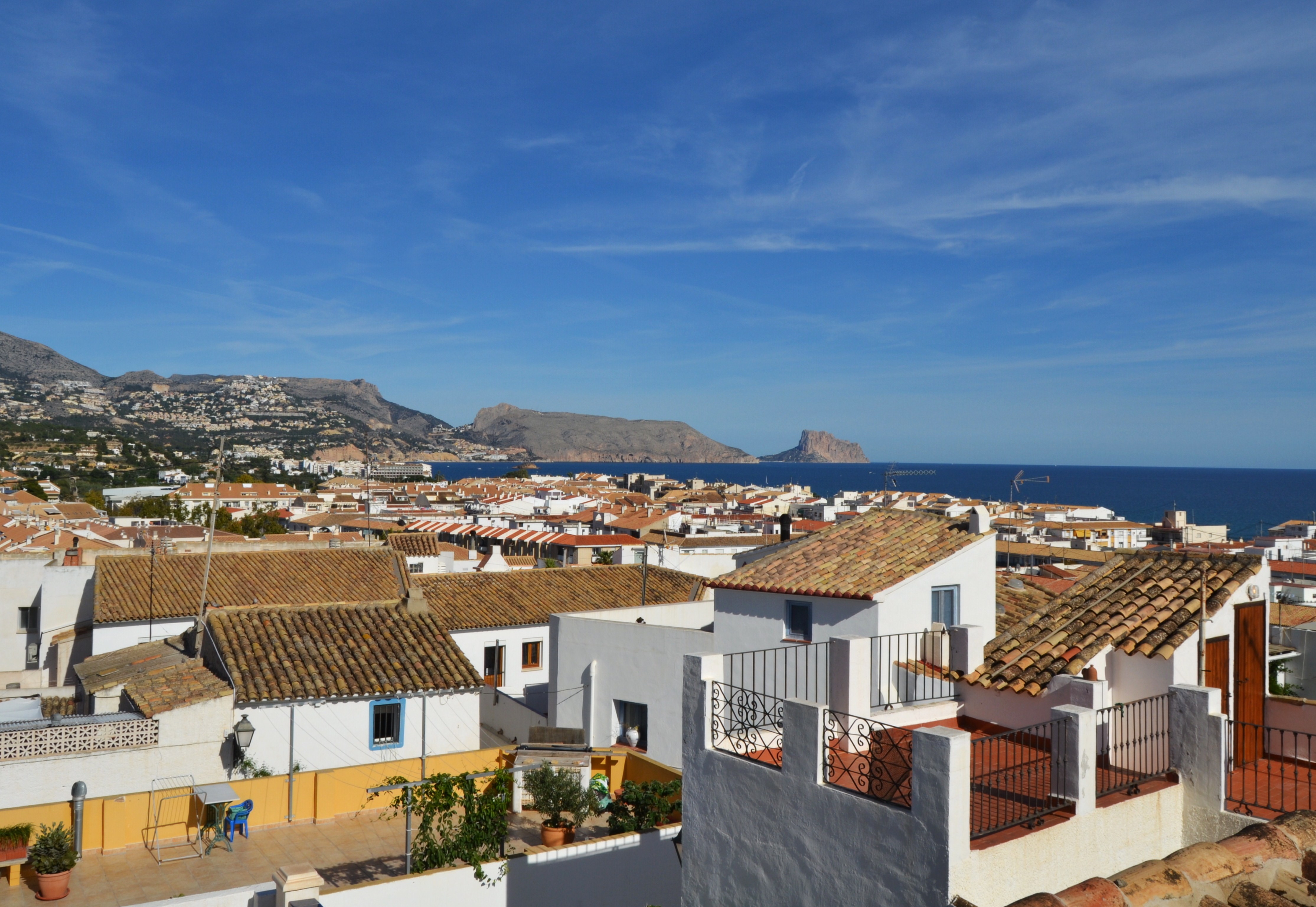
Vista desde la Torre de Bellaguarda.
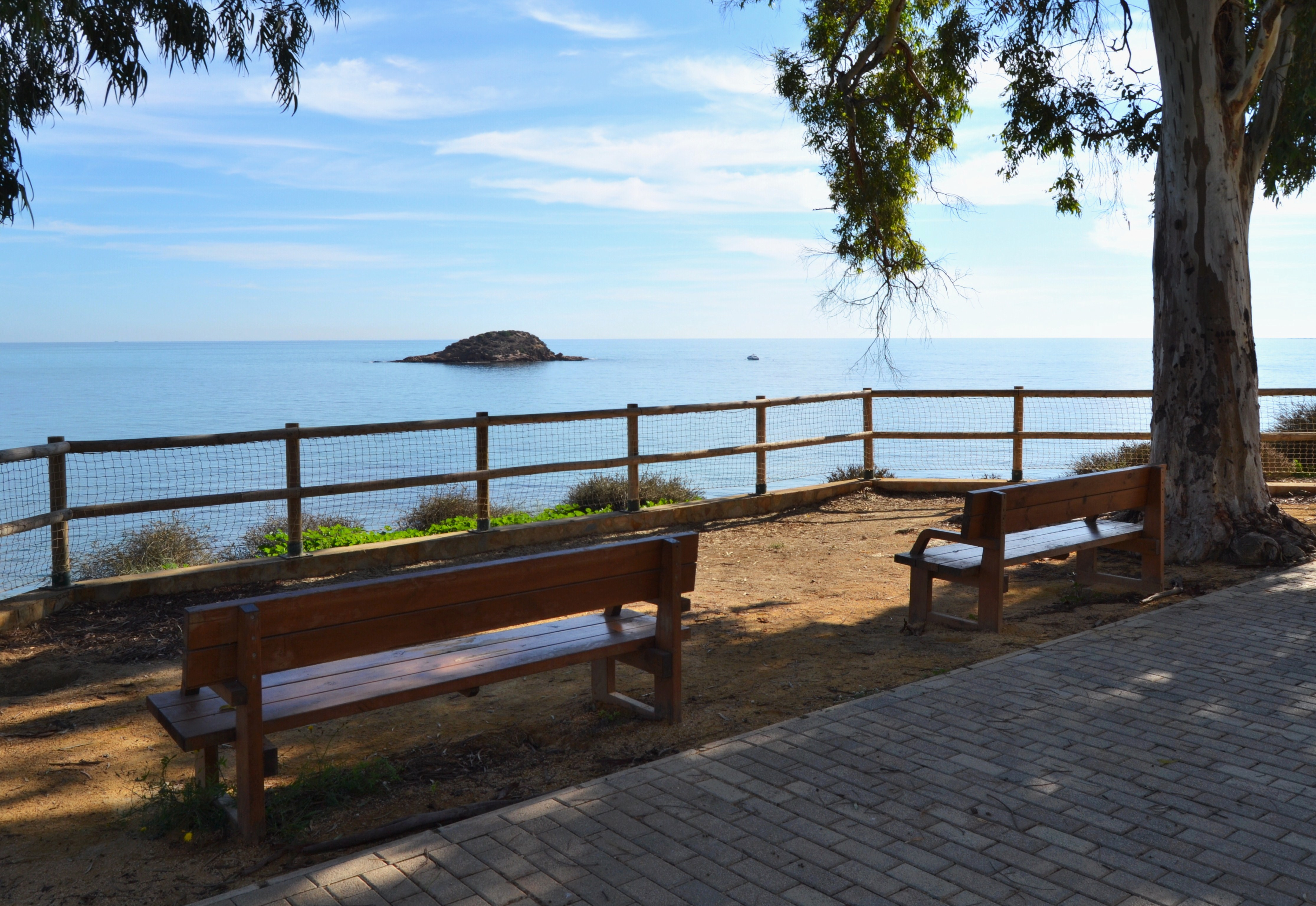
Vista de la isla de Altea, en la zona de la Olla.
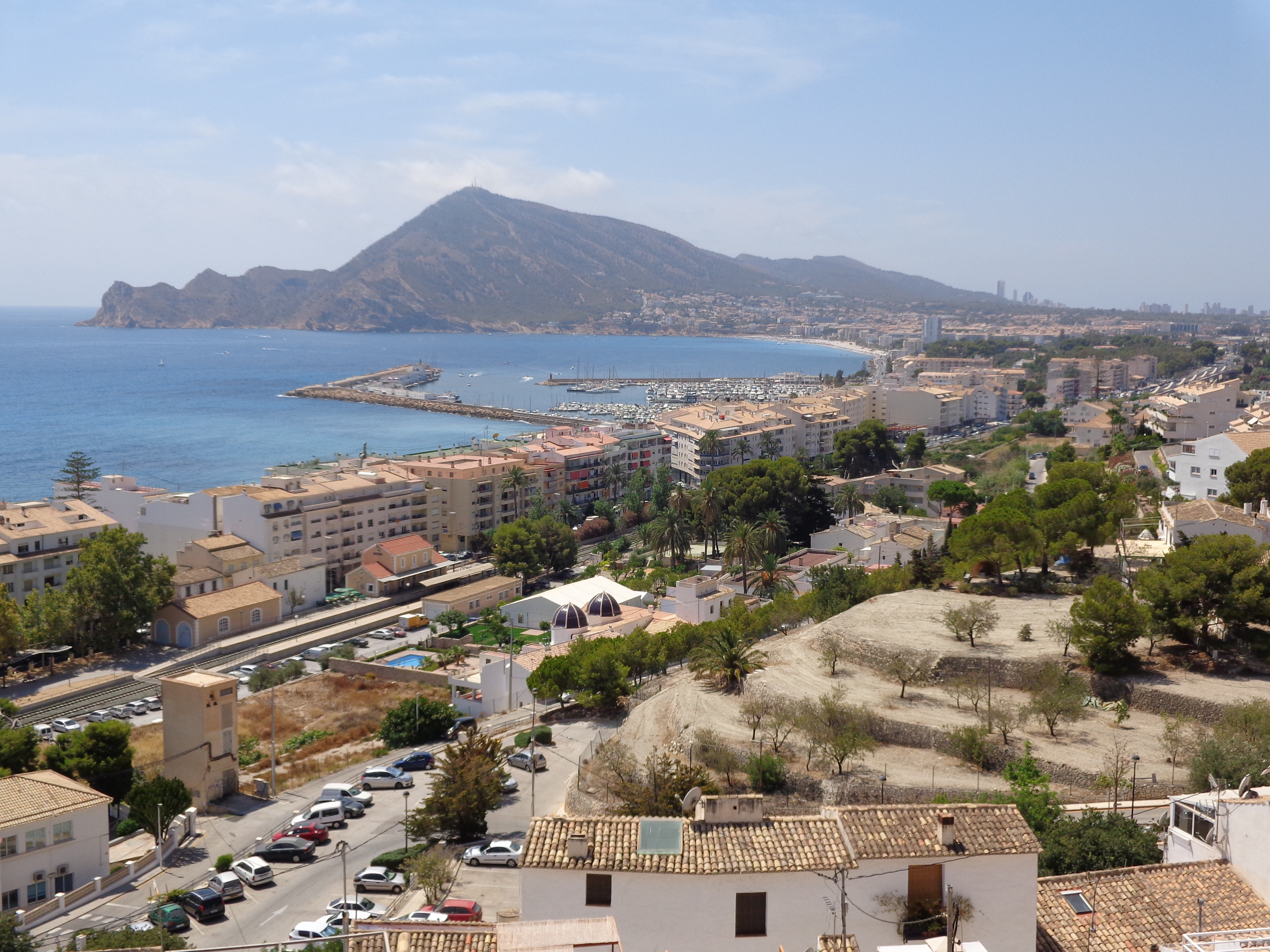
Vista desde el mirador de la plaza de la Iglesia.
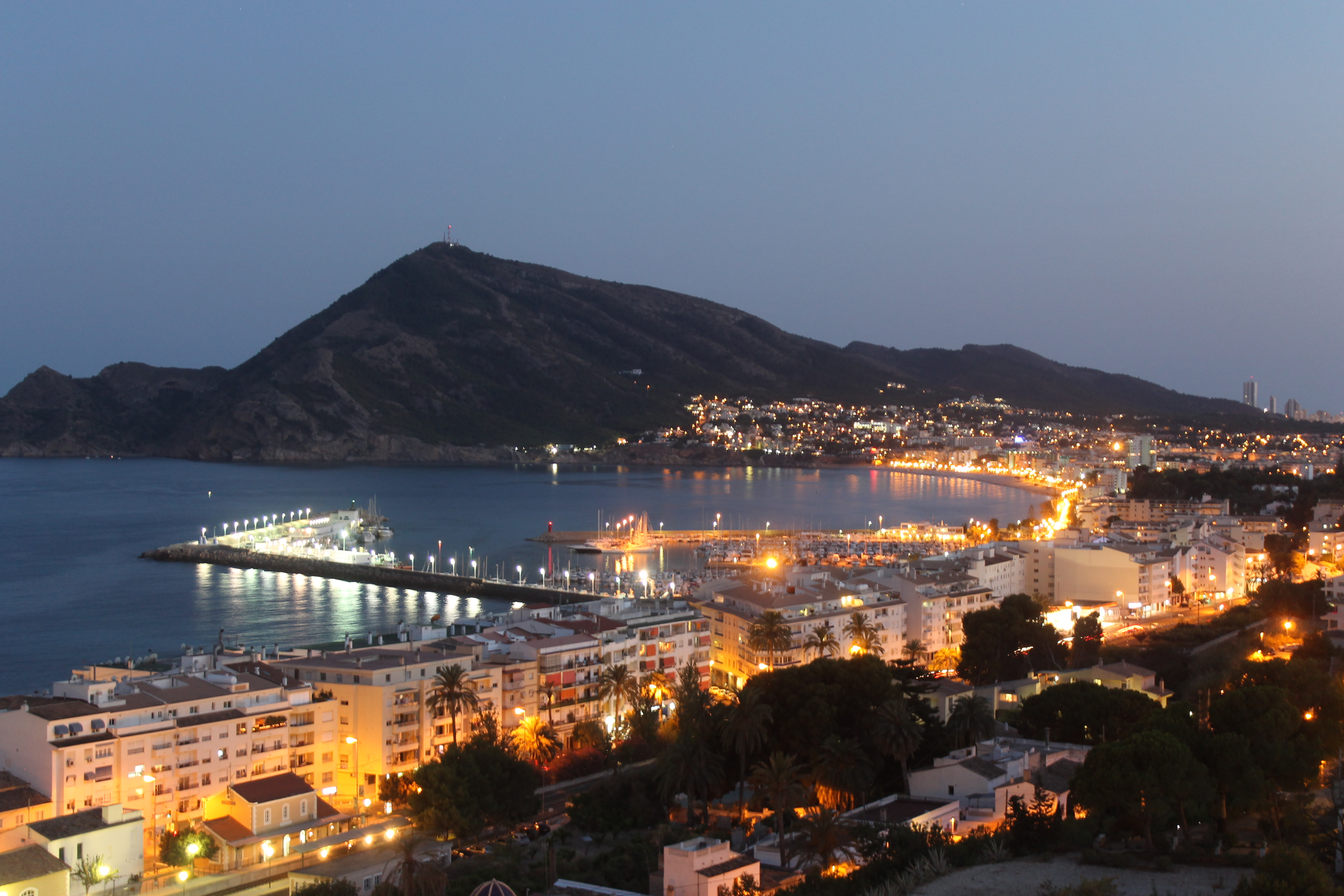
Vista nocturna desde el mirador de la plaza de la Iglesia.
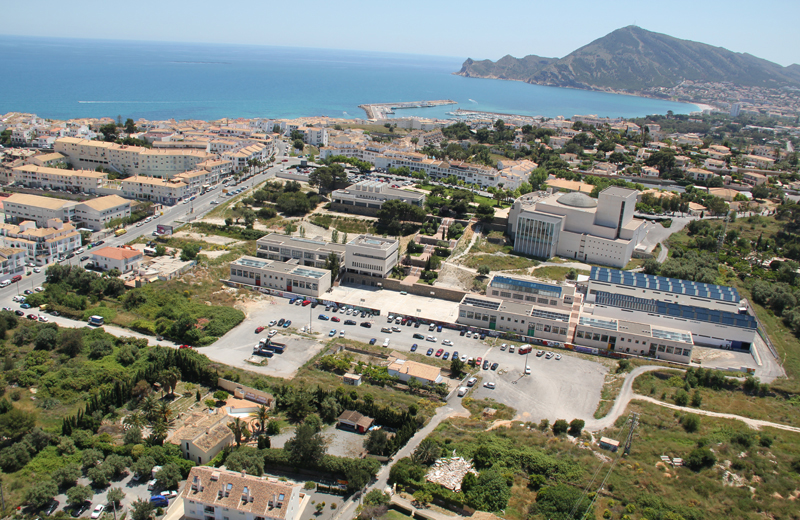
Vista aérea del Campus de la UMH.
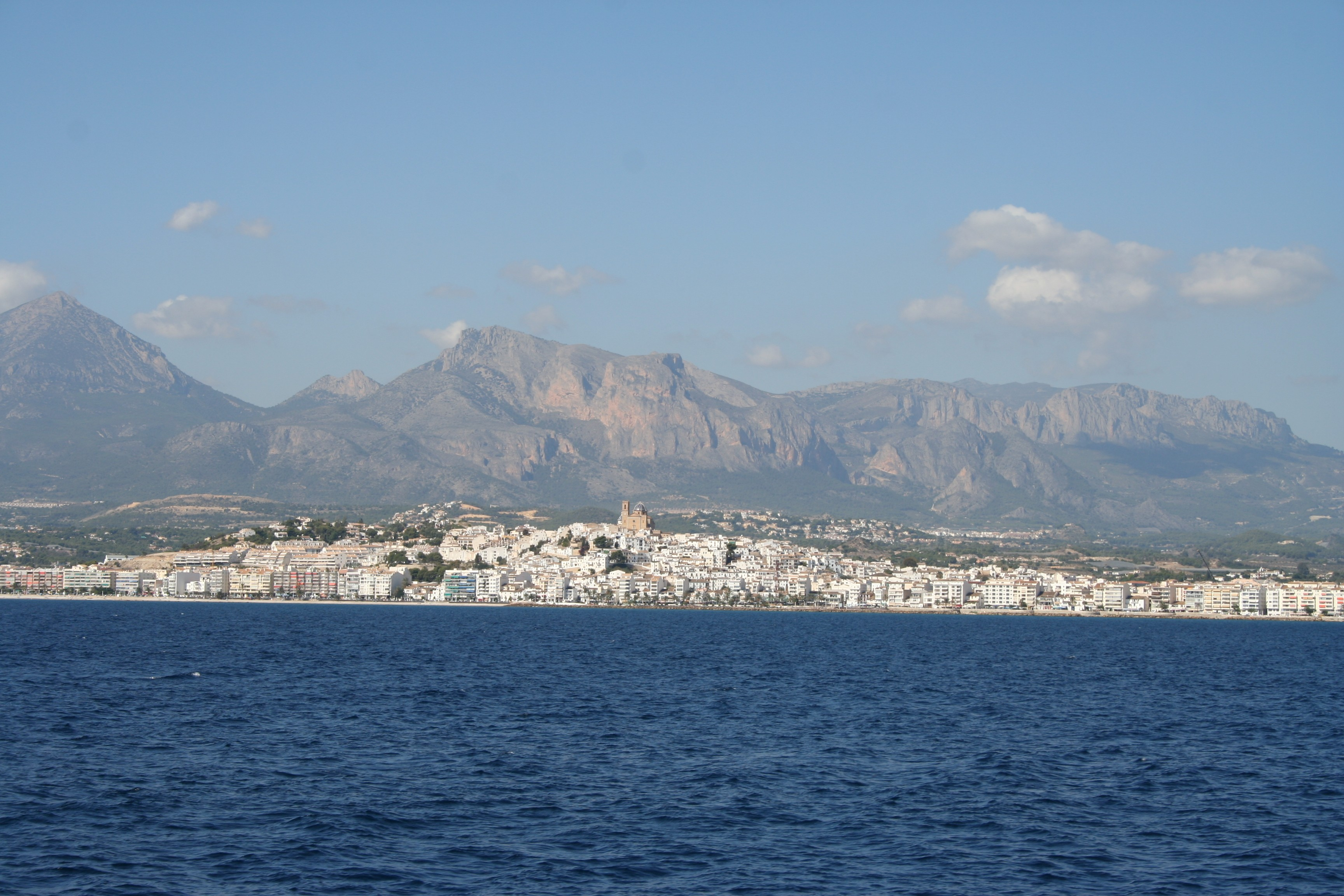
Altea desde el mar.
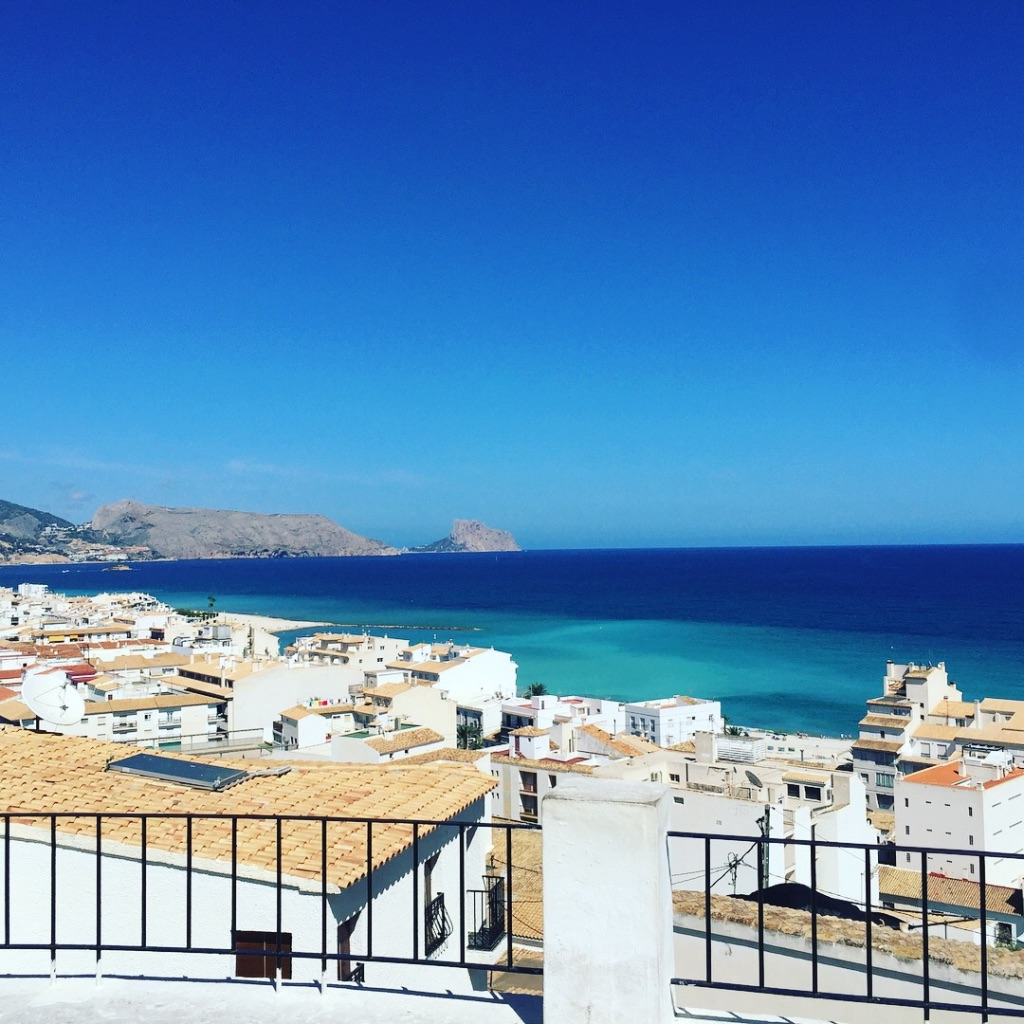
Vista Altea 2017

## Hermanamientos
Altea forma parte del Douzelage, el plan europeo de hermanamiento entre diversas ciudades de países integrantes de la Unión Europea por lo que está hermanada con:
- Bad Kötzting (Alemania, 1991)
- Houffalize (Bélgica, 1991)
- Holstebro (Dinamarca, 1991)
- Granville (Francia, 1991)
- Préveza (Grecia, 1991)
- Bundoran (Irlanda, 1991)
- Bellagio (Italia, 1991)
- Niederanven (Luxemburgo, 1991)
- Mersen (Países Bajos, 1991)
- Sesimbra (Portugal, 1991)
- Sherborne (Reino Unido, 1991)
- Karkkila (Finlandia, 1997-2016)
- Oxelösund ([Suecia, 1998)
- Judenburg (Austria, 1999)
- Türi (Estonia, 2004)
- Kőszeg (Hungría, 2004)
- Sigulda (Letonia, 2004)
- Chojna (Polonia, 2004)
- Sušice (República Checa, 2004)
- Zvolen (Eslovaquia, 2007)
- Prienai (Lituania, 2008)
- Marsascala (Malta, 2009)
- Siret (Rumanía, 2010)
- Tryavna (Bulgaria, 2011)
- Agros (Chipre, 2011)
- Škofja Loka (Eslovenia, 2011)
- Rovinj (Croacia, 2016)
- Asikkala (Finlandia, 2016)

Altea también tiene hermanamiento con:
- Aurillac (Francia, 1992)
- Arpajon-sur-Cère (Francia, 1992)
- Coronel Dorrego (Argentina)

## Club Náutico y Puerto Deportivo

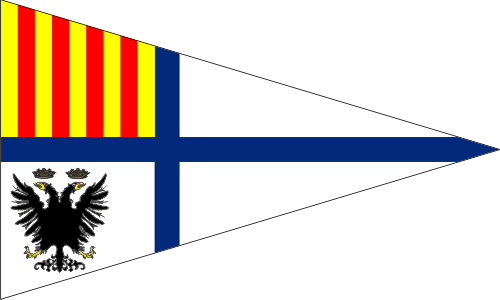
Grímpola del Club Náutico de Altea

- El Club Náutico de Altea gestiona prácticamente la mitad del puerto de Altea, con 360 amarres deportivos, para una eslora máxima permitida de 30 m, siendo su calado en bocana de 5 m. Este puerto cuenta con el distintivo de Bandera Azul desde 1988.
- El Puerto Deportivo Campomanes, gestionado por Marina Greenwich, cuenta con 542 amarres deportivos, para una eslora máxima permitida de 30 m, siendo su calado en bocana de 7 m.

## Medios de Comunicación
- Radio municipal: Radio Altea 107.6 Fm